# Saperda densipunctata
Espèce
Saperda densipunctata est une espèce fossile d'insectes coléoptères de la famille des Cerambycidae et du genre Saperda.

## Classification
L'espèce Saperda densipunctata est décrite en 1937 par le paléontologue français Théobald (1903-1981),. 

### Holotype fossile
L'holotype R800 de l'ère Cénozoïque, et de l'époque Oligocène et de l'âge Rupélien (33,9 à 28,1 Ma), vient de la collection Mieg, collection conservée au Musée d'histoire naturelle de Bâle. Ce spécimen provient du gisement de Kleinkembs (ou Kleinkems) oligocène, dans le Bade-Wurtemberg, sur la rive droite du Rhin.

### Étymologie
L'épithète spécifique densipunctata veut dire en latin « densément pointillé ».

### Citation
L'espèce Saperda densipunctata est citée en 2015 par le paléoentomologiste italien Francesco Vitali (d),.

## Description

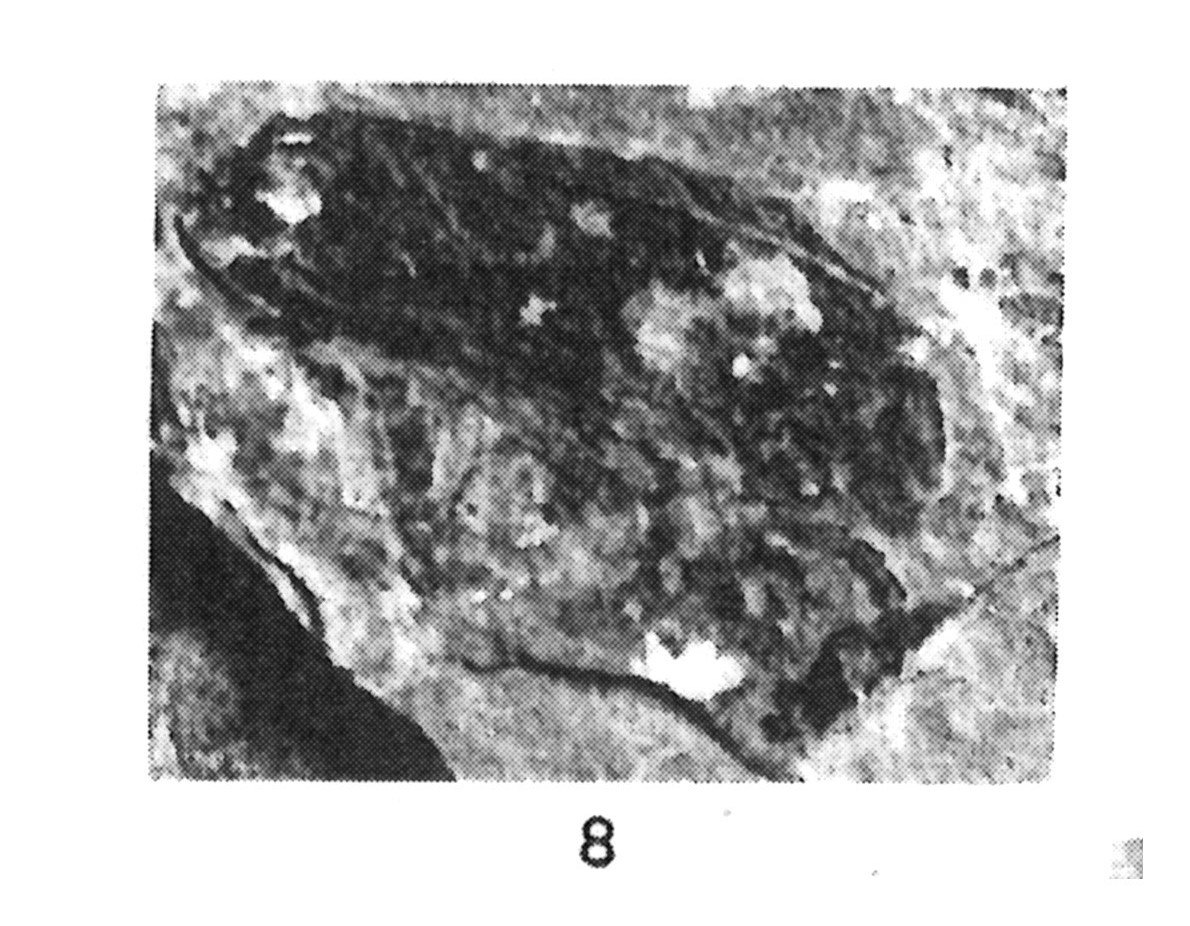
Saperda densipunctata 1937 N. Théobald Holotype éch. R800 x 3 p. 183 pl. III Insectes du Sannoisien de Kleinkembs.

### Caractères
Diagnose de Nicolas Théobald en 1937, : 

« Insecte couché sur le côté, montre les élytres, l'abdomen et les pattes. Élytres noirs et brillants. Abdomen brun roux. Pattes brun jaunâtre.
Elytres allongés, à bords subparallèles, légèrement rétrécis vers le sommet, ne couvrant pas entièrement l'abdomen, l'extrémité de l'abdomen dépassant à peine ; surface aplatie, ayant un aspect chagriné dû à une ponctuation serrée et irrégulière. Par endroits, la substance noire est partie, on voit alors des poils longs, assez serrés et inclinés vers l'arrière. L'abdomen est à peine visible, on ne peut en distinguer les segments. Pattes en partie conservées, mais enchevêtrées. Une patte II bien isolée (v. photo) contre un fémur peu renflé, un tibia cylindrique, un tarse dont le premier article a le double de la longueur du 2e, les deux sont légèrement renflés vers l'apex, le 3e est bilobé ; ongle simple ; toute la patte est fortement poilue. ».

### Dimensions
La longueur totale conservée est de 11,5 mm et la longueur des élytres est de 2,5 mm.

### Affinités
« L'échantillon fossile présente de nombreux caractères concordant avec ceux du g. Saperda pour que nous estimions cette détermination satisfaisante. La conformation du tarse et des élytres est identique. Malheureusement l'Insecte est trop incomplet pour permettre une comparaison avec les espèces actuelles. Il se distingue nettement des formes du même genre que O. Heer a décrit d'Oeningen et de Radoboj ; S. Absyrti Heer de Radoboj est un peu plus petit, l'élytre est orné de stries qui n'existent pas dans notre espèce : S. Nephele Heer d'Oeningen est de taille plus grande, les ponctuations des élytres sont alignées par places, ce que l'on observe pas dans notre exemplaire. ».

## Biologie
« Le g. Saperda est très répandu dans nos régions. les larves et les adultes vivent sur les arbres feuillus. ».

## Galerie
- Quelques espèces vivantes du genre Saperda.
- Saperda carcharias.
- Saperda puncticollis.
- Saperda scalaris.
- Saperda vestita.
- Saperda punctata (en).

### Publication originale
- [1937] Nicolas Théobald, « Les insectes fossiles des terrains oligocènes de France 473 p., 17 fig., 7 cartes,13 tables, 29 planches hors texte », Bulletin Mensuel de la Société des Sciences de Nancy et Mémoires de la Société des sciences de Nancy, Imprimerie G. Thomas,‎ 1937, p. 1-473 (ISSN 1155-1119 et 2263-6439, OCLC 786027547). .